# Вистицкий, Михаил Степанович
Михаил Степанович Вистицкий, 2-й (1768—1832) — генерал-майор Российской императорской армии, генерал-квартирмейстер во время Отечественной войны 1812 года.

## Биография
Родился в 1768 году в Дорогобужском уезде Смоленской губернии в дворянской семье.
Служил «10 лет сержантом и капралом в гвардии, а затем выпущенный в армию ротмистром и вскоре переведённый тем же чином в генеральный штаб (в 1791 г.)».
В 1791 году был назначен майором квартирмейской части; в 1797 году был произведён в подполковники, в 1798 году — в полковники. В 1797 году, вместе с братом Семёном Степановичем, был зачислен в Свиту его императорского величества по квартирмейстерской части.
Во время Швейцарского похода 1799 года находился в должности генерал-квартирмейстера при корпусе генерала Римского-Корсакова.
В 1801 году Вистицкий был произведён в генерал-майоры. Георгиевский кавалер — с 26 ноября 1811 года (№ 2313).
В 1808 году, после назначения П. К. Сухтелена начальником штаба Финляндской армии, на Вистицкого было возложено управление квартирмейстерской частью — до назначения в 1810 году на эту должность П. М. Волконского. При Вистицком для отбора офицеров-квартирмейстеров был введён экзамен.
В начале Отечественной войны 1812 года находился в должности генерал-квартирмейстера 2-й Западной армии, а по назначении Кутузова главнокомандующим был назначен генералом-квартирмейстером всех армий, но вскоре уступил своё место полковнику Толю. Как отмечал Н. П. Глиноецкий, «назначение Вистицкого генерал-квартирмейстером обеих армий было лишь формальностью <…> его участия не видно даже под Бородиным, так как на него возложен был осмотр и выбор дорог на случай отступления армии от этой позиции. Уже в период великой Бородинской битвы первенствующим лицом по квартирмейстерской части является при армии Толь, благодаря полному доверию к нему Кутузова». Фактически Кутузов Вистицкого открыто игнорировал.
Вистицкий вёл журнал военных действий во время Отечественной войны, который составляет тетрадь в 422 страницы и был напечатан В. И. Харкевичем в материалах по войне 1812 года (часть II).
В 1816 году вышел в отставку.
Умер в 1832 году и был похоронен в родовой усыпальнице на территории Болдина монастыря Дорогобужского уезда Смоленской губернии.

## Избранная библиография
- «Указатель дорог Российской Империи, содержащий в себе: описание всех главных и побочных почтовых и других проезжих дорог, ведущих от обеих столиц к губернским и соединяющих означенные между собою и уездными» (1804) — в 3-х частях: часть 1, часть 2, часть3;
- «Описание чертежа воен. пехотных эволюций с изъяснением произведений оных» (1826);
- «Подробное описание расположения и действия корпуса войск под командою ген. Римского-Корсакова в Швейцарии» — составлено в 1803 и издано в Москве в 1846 году;
- «Тактика, касающаяся до правильного устроения всех движений сухопут. войск при сражениях и повсюду», 1791 (перевод трудов его отца; по соч. Мирабо).